# NGC 2965
NGC 2965 je galaksija u zviježđu Malom lavu.

## Vanjske poveznice
- SEDS: NGC 2965